# Grote Prijs Stad Zottegem 1966
Il Grote Prijs Stad Zottegem 1966, trentunesima edizione della corsa, si svolse il 23 agosto 1966 su un percorso di 150 km, con partenza e arrivo a Zottegem. Fu vinto dall'olandese Jo De Roo della Televizier-Batavus davanti ai belgi Roger Baguet e Roger Cooreman.

## Ordine d'arrivo (Top 10)
| Pos. | Corridore          | Squadra                | Tempo    |
| ---- | ------------------ | ---------------------- | -------- |
| 1    | Jo De Roo          | Televizier-Batavus     | 4h07'26" |
| 2    | Roger Baguet       | Solo-Superia           |          |
| 3    | Roger Cooreman     | Mann-Grundig           |          |
| 4    | Vin Denson         | Ford France-Hutchinson |          |
| 5    | Frans Melckenbeeck | Mercier-BP-Hutchinson  |          |
| 6    | André Planckaert   | Flandria               |          |
| 7    | Jan Nolmans        | Mann-Grundig           |          |
| 8    | Eddy De Sitter     | Solo-Superia           |          |
| 9    | Norbert Kerckhove  | Mann-Grundig           |          |
| 10   | Frans Aerenhouts   | Mercier-BP-Hutchinson  |          |